# 株洲中车时代电气
株洲中车时代电气股份有限公司（港交所：3898；上交所：688187，简称：时代电气），簡稱中车时代电气，原名为“株洲南车时代电气股份有限公司”，是位于中国湖南省株洲市的电气设备制造厂商，由原株洲电力机车厂、原株洲电力机车研究所、原戚墅堰机车车辆厂等五家公司于2005年联合出资组建而成。产品包括供铁路车辆及城市轨道交通车辆使用的牽引逆变器、辅助逆变器、列车信息控制系统、大功率半导体元件、传感器、继电器等。
公司于2006年12月20日起在香港上市，于2008年8月底与英国丹尼克斯半导体公司签订收购协议，以1,672万加元收购其在加拿大多伦多证券交易所发行的75%普通股。收购工作于2008年10月31日完成，时代电气得以获得大电压IGBT芯片货源，以及吸收芯片制造的有关技术。
2011年5月，时代电气位于株洲的首条8英寸IGBT晶圆生产线正式开建，其于2014年6月竣工并正式投产，该基地具备年产12万片8英寸IGBT芯片和100万只大功率IGBT器件的能力，年产值超过20亿元。

## 主营产品目录

### 国家铁路用牵引变流器装置

#### TEP/TGA/TGE 系列
- TEP-28WG01：GTO，用于DJ2型、天梭型电力机车和DJJ2型动车组
- TEP-28WG02：GTO，用于DF8BJ型柴油机车
- TEP-28WG04：GTO，用于KZ4A型电力机车
- TGA-6 系列：IGBT，AC 25kV 50Hz，用于HXD1型电力机车
- TGA-9 系列：IGBT，AC 25kV 50Hz，用于HXD1C型及HXD1D型电力机车
- TGA-10 系列：IGBT，AC 25kV 50Hz，1C4M1群，用于CRH2A型、CRH2C型、CRH380A型高速动车组等
- TGA-18：IGBT，AC 25kV 50Hz，用于SDA1型内燃机车
- TGA-22：IGBT，AC 25kV 50Hz，用于HXN5B型内燃机车
- TGE-2：IGBT，AC 25kV 50Hz，用于CRH6F型城际动车组

#### tPower 系列
- t Power-TI1 系列：用于CRH6S型双流制城际动车组样车
- t Power-TI3 系列：IGBT，AC 25kV 50Hz，1C2M2群，水冷+强迫风冷；用于CR400AF系列高速动车组（樣板車CR400AF-0208、量產車CR400AF-2228～2230以及「高速綜合檢測列車」CR400AF-J-0002除外）[註 1]
- t Power-TI5 系列：用于马其顿动车组
- t Power-TI7 系列：IGBT，AC 25kV 50Hz，1C4M1群，水冷+强迫风冷；用于CJ6型城际动车组
- t Power-TI10 系列：AC 25kV 50Hz，1C4M1群，水冷+强迫风冷；用于复兴1型电力机车、复兴号CR200J型动车组等
- t Power-TI17 系列：IGBT，AC 25kV 50Hz，1C4M1群，水冷+强迫风冷；用于复兴号CR200J型动车组
- t Power-TI31 系列：IGBT，AC 25kV 50Hz，1C4M1群，水冷+强迫风冷；用于CR300AF型高速动车组
- t Power-TI32：IGBT，AC 25kV 50Hz，1C4M1群，水冷+强迫风冷；用于CR300BF型高速动车组（样板车 0006）
- t Power-TI61：IGBT，AC 25kV 50Hz，1C4M1群，水冷+强迫风冷；用于复兴号CR400AF-G型高速动车组

### 国家铁路用IGBT辅助电源装置
- TGF-5：用于DDJ1型电力动车组
- TGF-7 系列：用于DJ型、DJ2型电力机车
- TGF-9 系列
- TGF-11：用于SS7E型电力机车
- TGF-23：用于25T型客车
- TGF-54 系列：用于HXD1C型电力机车
- TGF-60：用于HXD3C型电力机车
- TGF-69
- TGF-77：用于HXN5B型内燃机车
- t Power-AA20
- t Power-AA21

### 城市轨道交通用IGBT牵引逆变器装置

#### TGA 系列
- TGA-17 系列：直线电机配套产品，DC 1500V，1C2M2群，自然风冷；用于广州地铁4号线、5号线、6号线
- TGA-19 系列：中低速磁悬浮列车用直线电机配套产品，DC 1500V，强迫风冷；用于长沙磁浮快线和北京地铁S1线
- TGA-23 系列：DC 1500V，1C2M2群，强迫风冷；用于广州地铁3号线，上海軌道交通01A06型、11A02型、11A03型、13A02型与17A01型等

#### TGN 系列
- TGN-10：DC 1500V，强迫风冷，1C4M1群
- TGN-15：DC 750V，自然风冷，1C2M2群；用于北京地铁13号线（DKZ10型）
- TGN-39：DC 1500V，自然风冷，1C2M2群；曾用于上海轨道交通01A01型（102号车组）
- TGN-51 系列：DC 1500V，自然风冷，1C2M2群
用于深圳地铁1号线、5号线，上海轨道交通01A01型与01A02型，广州地铁2号线、7号线、8号线，北京地铁7号线，长沙地铁2号线，大连地铁1号线、2号线，无锡地铁1号线、2号线等
- TGN-53 系列：DC 750V，自然风冷，1C2M2群
用于北京地铁房山线、燕房线、2号线、8号线、昌平线，武汉地铁1号线部分列车、3号线、4号线，吉隆坡rapidKL安邦线，河内都市铁路2A号线、拉合尔轨道交通橙线等
- TGN-58：DC 1500V，自然风冷，1C2M2群；用于同济大学轨道交通综合试验列车
- TGN-66 系列：DC 1500V，自然风冷，1C2M2群
用于南京地铁S6号线、S7号线、S8号线、S9号线，重庆地铁5号线、环线，杭海城际，杭州地铁16号线，徐州地铁3号线，北京地铁3号线，北京地铁12号线等
- TGN-70 系列：DC 750V，自然风冷，1C2M2群；用于昆明地铁1号线、2号线列车
- TGN-75 系列：永磁电机配套产品，DC 1500V，自然风冷，两个变流模块实现1C1M4群；用于长沙地铁1号线的永磁试验车、沈阳地铁2号线的0220号车组等

#### tPower 系列
- t Power-TN3 系列：DC 1500V，1C4M1群或1C2M1群，自然风冷
用于宁波轨道交通1号线部分列车、2号线部分列车、3号线、4号线部分列车，福州地铁1号线、2号线，厦门地铁2号线多数列车、3号线，青岛地铁2号线，郑州地铁2号线、5号线、城郊线、14号线，贵阳轨道交通1号线，杭州地铁1号线部分列车、2号线部分列车、5号线、6号线、9号线，徐州地铁1号线、2号线，南宁轨道交通1号线、2号线、3号线、4号线，长沙地铁3号线、4号线，无锡地铁1号线部分列车、3号线、4号线，深圳地铁2号线部分列车、8号线、11号线，沈阳地铁10号线，西安地铁14号线部分列车和杭绍城际铁路等
- t Power-TN5 系列：永磁同步电机配套产品，DC 1500V，自然风冷，一个变流模块实现1C1M2群；用于重庆轨道交通18号线
- t Power-TN6 系列：DC 750V，1C2M2群，强迫风冷；用于昆明地铁3号线和6号线等
- t Power-TN8 系列：低地板有轨电车用永磁同步电机配套产品，DC 750V，1C1M4群，水冷+强迫风冷；用于佛山高明现代有轨电车等
- t Power-TN9 系列：低地板有轨电车配套产品，DC 750V，1C2M1群，强迫风冷；用于广州黄埔有轨电车1号线、2号线等
- t Power-TN10 系列：DC 1500V，1C2M2群，强迫风冷；用于广州地铁14号线和21号线、杭州地铁7号线和8号线等
- t Power-TN11 系列：地铁工程车配套产品，DC 1500V
- t Power-TN14 系列：永磁同步电机配套产品，DC 750V，自然风冷，两个变流模块实现1C1M4群；用于北京地铁8号线的08040号车组
- t Power-TN20 系列：永磁同步电机配套产品，DC 1500V，1C1M4群，强迫风冷；用于中车唐山智能B型地铁试验列车
- t Power-TN26 系列：中低速磁悬浮列车用直线电机配套产品，DC 1500V，强迫风冷
- t Power-TN27 系列：永磁同步电机配套产品，DC 1500V，强迫风冷，两个变流模块实现1C1M4群；用于长沙地铁5号线、宁波轨道交通5号线、佛山地铁3号线、天津地铁4号线、郑州地铁12号线等
- t Power-TN28 系列：DC 1500V，1C4M1群或1C2M1群，强迫风冷；用于深圳地铁14号线、20号线，广州地铁1号线，郑州地铁10号线、12号线、17号线，西安地铁16号线等
- t Power-TN29 系列：DC 750V，1C2M2群，自然风冷；用于北京地铁亦庄线增购列车等
- t Power-TN30 系列：DC 1500V，1C4M1群，自然风冷；用于杭州地铁3号线和4号线、广州地铁7号线、郑州地铁6号线、南宁轨道交通5号线、合肥轨道交通5号线、长沙地铁6号线、大连地铁5号线等
- t Power-TN34 系列：永磁同步电机配套产品，DC 1500V，强迫风冷，一个变流模块实现1C1M4群；用于广州地铁3号线部分列车、7号线部分列车、8号线部分列车、11号线、12号线、13号线部分列车、14号线部分列车，宁波轨道交通6号线、7号线、8号线，深圳地铁6号线支线部分列车、11号线部分列车、12号线部分列车，东莞轨道交通1号线，杭州地铁5号线部分列车、10号线部分列车等
- t Power-TA5：用于成都地铁19号线
- t Power-TI4 系列：AC 25kV 50Hz，1C4M1群，水冷+强迫风冷；用于温州轨道交通S1线、阿根廷罗卡铁路动车组等
- t Power-TI21 系列：AC 25kV 50Hz，1C4M1群，水冷+强迫风冷；用于北京地铁大兴机场线等
- t Power-TI28 系列：AC 25kV 50Hz，1C4M1群，水冷+强迫风冷；用于广州地铁18号线和22号线等'
- t Power-TI68：用于温州轨道交通S2线

### 城市轨道交通用IGBT辅助电源装置
- TGF-4A：DC 1500V，80 kVA；用于港铁市区线现代化列车
- TGF-27：AC 25kV 50Hz，130 kVA；用于港铁东铁线中期翻新列车
- TGF-52 系列：DC 1500V，170 kVA，自然风冷；用于重庆地铁6号线，沈阳地铁1号线、2号线等
- TGF-57：DC 750V，160 kVA，自然风冷；用于北京地铁2号线和房山线
- TGF-67 系列：DC 750V，220/240 kVA，强迫风冷；用于昆明地铁1号线、武汉地铁3号线等
- TGF-75 系列：DC 1500V，180/220 kVA，强迫风冷；用于大连地铁1号线、2号线，杭州地铁2号线，南京地铁S8号线等
- TGF-83：DC 750V，70 kVA，强迫风冷；用于吉隆坡rapidKL安邦线
- TGN-38 系列：DC 1500V，自然风冷；用于上海地铁01A01型与01A02型、广州地铁2号线等
- TGN-49：DC 1500V，77 kVA，自然风冷；用于广州地铁1号线
- TGN-59 系列：地铁工程车配套产品，DC 1500V，强迫风冷；用于新加坡地铁工程维护车、昆明地铁工程维护车等
- TGN-77 系列：DC 1500V，240 kVA，强迫风冷；用于北京地铁7号线等
- TGN-78：DC 1500V，强迫风冷
- t Power-AA3 系列：地铁工程车配套产品，DC 1500V
- t Power-AA6 系列：DC 1500V，强迫风冷
用于宁波轨道交通1号线部分列车、2号线部分列车、3号线，福州地铁1号线、2号线，厦门地铁2号线、3号线，郑州地铁2号线、5号线、城郊线、14号线，贵阳轨道交通1号线，杭州地铁1号线部分列车、6号线、16号线，南宁轨道交通1号线、2号线、3号线、4号线，长沙地铁3号线、4号线，无锡地铁1号线部分列车、3号线，深圳地铁2号线部分列车，广州地铁4号线、6号线和杭绍城际铁路、杭海城际铁路等

- t Power-AA18 系列：DC 750V，220/240 kVA，强迫风冷；用于北京地铁房山线、燕房线、8号线、昌平线，天津地铁1号线、2号线等
- t Power-AA23：低地板有轨电车配套产品，DC 750V，20 kVA，强迫风冷；用于佛山高明现代有轨电车
- t Power-AA26 系列：DC 1500V，2×125 kVA，强迫风冷；用于杭州地铁1号线、9号线等
- t Power-AA37 系列：DC 1500V，240 kVA，强迫风冷；用于北京地铁3号线、12号线，郑州地铁3号线、10号线、12号线、17号线等
- t Power-AA43 系列：DC 1500V，强迫风冷；用于广州地铁5号线、7号线，佛山地铁3号线，天津地铁4号线、8号线，南宁轨道交通5号线等
- t Power-AA44 系列：DC 1500V，160 kVA，强迫风冷；用于深圳地铁14号线、20号线，广州地铁1号线，西安地铁16号线等
- t Power-AA45 系列：DC 1500V，120 kVA，强迫风冷；用于深圳地铁1号线，杭州地铁7号线、8号线、19号线，合肥轨道交通5号线等
- t Power-AA55 系列：DC 1500V，2×120 kVA，强迫风冷；用于广州地铁2号线、7号线、11号线等
- t Power-AA57 系列：DC 1500V，强迫风冷；用于天津地铁7号线等
- t Power-AI4 系列：中低速磁悬浮列车用直线电机配套产品，DC 1500V，强迫风冷；用于长沙磁浮快线等
- t Power-AI5 系列：DC 1500V，160 kVA，强迫风冷；用于深圳地铁9号线、11号线，上海地铁01A06型、11号线、13号线、17号线，广州地铁13号线，武汉地铁5号线、7号线等
- t Power-AI9 系列：DC 1500V，100 kVA，自然风冷；用于重庆地铁5号线、10号线、18号线、环线等

## 备注
1. ↑  當中樣板車CR400AF-0208、量產車CR400AF-2228～2230以及「高速綜合檢測列車」CR400AF-J-0002則採用與CR400BF-Z型同為北京縱橫機電TKD511B-2000型水冷IGBT-VVVF